# 賞之味
賞之味控股有限公司（港交所：08096）是香港一家連鎖飲食集團，主要在香港、澳門、上海、廣州及深圳經營連鎖拉麵店豚王。
2019年2至3月，賞之味在香港進行公開招股，集資最多8750萬港元。2019年3月15日，賞之味在創業板上市，首日股價收報0.475港元，較招股價0.7港元大跌32.14%。

## 豚王
豚王是由鄧振豪於2010年在中環創立。2017年，以香港市場佔有率作排名，豚王在拉麵餐館位居第三位，市場佔有率約7%。

## 外部連結
- 豚王 （页面存档备份，存于）